# あお☆てん! Newスーパーリアル麻雀
『あお☆てん! Newスーパーリアル麻雀』（あおてん！ニュースーパーリアルまーじゃん）は、原作・ヤマモト南北、絵・P-ALPHAによる日本の青年漫画。
『スーパーリアル麻雀』の新たな系譜として位置付けられている。なお、「あお☆てん!」とは青天井ルールを指している。

## 登場人物

### 主要人物
天城 蒼士（あまぎ そうし） - 不運で気弱な主人公
天城 華南（あまぎ かなん） - 美人で巨乳なお姉ちゃん
皆月 千寿鶴（みなづき ちづか） - 妄想腐女子な委員長
ジャン=クロエ・アルジェント - 復讐を誓うマフィアのボス
ラーラ・フ=ラ・サンサーラ - 大らかで朗らかな褐色美人
ベルカリエフ・ヴォストーク - 動物を操るチビッ娘（こ）雀士